# Chorizopes anjanes
Chorizopes anjanes är en spindelart som beskrevs av Benoy Krishna Tikader 1965. Chorizopes anjanes ingår i släktet Chorizopes och familjen hjulspindlar. Inga underarter finns listade i Catalogue of Life.